# Ari Þorgilsson
Ari Þorgilsson hinn fróði (altnordisch ari, Adler; fróðr, reich an Wissen, gelehrt; dt. Ari der Gelehrte;  * 1067/1068; † 9. November 1148) war Islands erster Historiker. Er war zudem der erste, der seine Texte nicht, wie im Mittelalter üblich, in Latein, sondern in der Landessprache verfasste.
Ari ist Autor der Íslendingabók und war wahrscheinlich auch an der Verfassung einer Ur-Landnámabók beteiligt.

## Leben
Geboren wurde Ari in eine Familie aristokratischer Herkunft auf Helgafell in Westisland. Die Landnámabók führt seine Abstammung acht Generationen zurück, auf Ólafr Hvíti (den Weißen) und auf Auðr beziehungsweise Unnr inn djúpúðga (die Weise), der Tochter von Ketill flatnefr. Fünf seiner Vorfahren wurden in Island geboren, zwei davon noch in vorchristlicher Zeit. Väterlicherseits war er der Urenkel von Guðrún Ósvífsdóttir, der Heldin der Laxdœla saga. Mütterlicherseits stammte er von Hallr ab. Sein eigener Vater Þorgils verstarb früh, so dass Ari auf dem Hof seines Großvaters väterlicherseits, bei Gellir, aufwuchs. Später wurde er von seinem Onkel Þorkell erzogen. Im Alter von sieben Jahren kam er nach Haukadalur zu Hallr Þórarinsson, einem isländischen Skalden und Mitverfasser des Háttalykill. Dort erhielt er von Teitr Ísleifsson, einem Sohn von Ísleifur Gissurarson, dem ersten Bischof von Island, seine geistliche Ausbildung. In Staður, auf der Südseite der Halbinsel von Snæfellsnes, etwa 60 km von Helgafell, das auf der Nordseite der Halbinsel liegt, wurde Ari zum Priester geweiht. Ari war wohl verheiratet und hatte einen Sohn und eine Tochter. Er starb im Alter von 81 Jahren.

## Bedeutung
Die Bedeutung von Ari für die isländische Geschichtsschreibung liegt darin, dass er der erste war, der aus einem historischen Bewusstsein heraus der isländischen Kultur zu einer ethnischen Identität verhalf, und, für seine Zeit sehr fortschrittlich, Prosa in isländischer Sprache, d. h. der Volkssprache und nicht der Gelehrtensprache Latein, schrieb. Vieles von dem, was man heute über die isländische Frühgeschichte weiß, ist den Forschungen Aris zu verdanken. In dieser Hinsicht ist er ohne Zweifel ein Herodot ebenbürtiger Vater der isländischen Geschichte. Die Neuartigkeit seiner kritischen, historischen Methode in der isländischen Geschichtsschreibung hebt Snorri Sturluson in seiner Heimskringla, der Geschichte der norwegischen Könige, hervor. Im Vorwort nennt Snorri auch einige der Gewährsleute Aris, von denen dieser die Daten für seine historischen Texte gesammelt haben soll: Hallr Þórarinsson, Teitr Ísleifsson und Þuriðr Snorradóttir: „... deshalb ist es nicht erstaunlich, dass Ari viele alte Erzählungen kannte, aus unserem Land und aus dem Ausland, weil er sie von alten und weisen Männern lernte, und er selbst auch ein Mann von eifrigem Zeugnis und fruchtbarer Erinnerung war.“
Nicht allein Snorri (gestorben 1241), auch Oddr Snorrason (Ende 12. Jahrhundert) und Gunnlaugr Leifsson (gestorben 1218 oder 1219) stehen in der Tradition von Aris Geschichtsverständnis.

## Werke
Auf Ari gehen unterschiedliche Werke zurück, von denen die umfangreicheren die Bezeichnung –bók im Titel tragen (isländisch Buch, damals im Sinne von  Messbuch, Geschichtsbuch; wie die Bibel). Dies mag ebenfalls als Zeichen für Aris Geschichtsverständnis aufgefasst werden, mit dem er seine eigenen historischen Werke von der zu seiner Zeit noch mündlich überlieferten Gattung der Saga abgrenzen wollte:
- Íslendingabók, das Buch der Isländer, um 1120, ist die älteste schriftliche Quelle erzählender Prosa in ganz Skandinavien;
- die nicht erhaltene Ur-Version der Landnámabók, des Buches der Besiedlung Islands, bei dem Ari, zusammen mit Kolskeggr Ásbjarnarson inn fróði, Mitverfasser gewesen sein soll;
- drei kleinere Texte: eine Genealogie seiner Familie, überliefert zusammen mit der Íslendingabók (aber unabhängig von dieser entstanden); eine Biographie, Ævi Snorra goða, das Leben des Goðen Snorri, des Helden der Eyrbyggja saga, der auch in anderen Sagas erwähnt wird, sowie eine Liste adeliger Priester aus dem Jahr 1143.

## Letzte Neuauflage und in deutscher Sprache
- Íslendingabók, Hið Íslenzka Fornritafélag, Reykjavík 1968.
- Íslendingabók. 2., neu bearbeitete Auflage. M. Niemeyer, Halle 1923.